# Muntatge d'atraccions
El muntatge d'atraccions és una categoria dins del muntatge de seqüències que agrupa imatges, les quals no tenen una relació concreta i definida entre elles, per tal de provocar fortes emocions en l'espectador. Aquest terme va ser descrit per primer cop per Serguei Eisenstein, l'any 1923.

## Introducció
La seqüència de imatges en el muntatge és una tècnica tan comuna dins de les pel·lícules, una de les primeres desenvolupades al cinema, que gairebé sembla un atribut del concepte cinema mateix, enlloc d'una tècnica artificial que, en un principi, va ser una gran innovació. Realitzadors com Lev Kuleixov, Dziga Vertov o Vsevolod Pudovkin van introduir l'ús d'aquesta tècnica al començament del cinema soviètic i, per descomptat, el gran cineasta Serguei Eisenstein va apropiar-se'n gairebé com la seva signatura personal en les seves pel·lícules de principis dels anys 20.
Serguei Eisenstein, (1898-1948) director rus i un dels cineastes més reconeguts i estudiats en escoles i universitats, ha passat a la història, entre altres coses, per haver contribuït de forma definitiva al món del cinema, amb les seves teories del muntatge i l'aplicació d'aquestes en les seves pel·lícules. Les seves teories són mereixedores d'atenció perquè van resultar ser extremadament innovadores en el seu dia i definitivament influents per a la creació de les bases d'una narrativa cinematogràfica. Serguei Eisenstein, no només va filmar pel·lícules destacables en la història del cinema i que, avui dia, són exemples del millor cinema soviètic (i revolucionari, perquè va animar i va donar suport a la revolució bolxèvica des del setè art), sinó que també va ser un teòric, i a través tant del seu cinema com dels seus textos, va expressar la seva teoria del muntatge i va encunyar el terme muntatge d'atraccions.

## Orígens[2]
La paraula "muntatge" deriva del verb francès monter, "configurar" o "organitzar". De manera simple, un muntatge de pel·lícules és una successió d'imatges, sovint de moments desconeguts, editades juntes en un format de seqüència ràpida. Aquesta forma d'organitzar les imatges pot tenir molts usos en una pel·lícula, com ara indicar el pas del temps o accelerar les distàncies.
Abans que el muntatge fos una tàctica cinematogràfica, però, va ser el fonament d'una tècnica d'escena innovadora. Eisenstein, conegut principalment pel seu treball cinematogràfic, va desenvolupar una pràctica que va anomenar muntatge d'atraccions. Eisenstein va descriure aquesta idea, de vegades també anomenada teoria del muntatge d'atracció, en el seu assaig "El muntatge d'atraccions", que va aparèixer per primera vegada al LEF (Front Esquerre de les Arts, a Moscou). El concepte va ser anomenat i definit per Eisenstein l'any 1923, però Vsevolod Meyerhold (1874-1942), director rus que havia sigut mestre i mentor d'Eisenstein, ja havia estat utilitzant aquesta tècnica des d'abans de 1918.
Eisenstein, havent observat com els espectacles populars a les fires i els circs cridaven l'atenció dels espectadors, va definir una "atracció" com "qualsevol aspecte agressiu del teatre; és a dir, qualsevol element d'aquest que sotmet l'espectador a un impacte sensual o psicològic"." Atracció és la mateixa paraula que es fa servir per designar els elements d'un espectacle, un vodevil o un circ. De fet, el substantiu rus attraktsion també significa "espectacle". L'OED (Oxford English Dictionary) defineix una atracció en aquest sentit com una "cosa o característica que atrau la gent, apel·lant als seus desitjos, gustos, etc. Per exemple, qualsevol exhibició interessant o divertida que atragui la multitud". Però també diu que és "l'acció de mostrar interès, afecte o simpatia". Cada atracció és discreta i completa en si mateixa, seleccionada i presentada per tenir l'efecte més fort sobre l'espectador i no depèn de cap dels altres, ja sigui pel seu significat o per la seva presència a l'escenari.

## Descripció del concepte
El concepte de muntatge d'atraccions, doncs, consisteix en eliminar tot element narratiu que existeixi per articular elements abstractes. Per al cineasta Eisenstein, el muntatge tenia les següents funcions: 
1. Formular els moviments més abstractes i les seves configuracions plàstiques més informals.
2. Formular els procediments i enunciats de més força.
3. Construir un espai que no fos narratiu, sinó cerimonial.

Per Eisenstein, el muntatge era més del que s'havia pensat mai fins al moment, ell pensava que tenia un potencial molt superior: servia com la base fonamental de la creació de missatges.

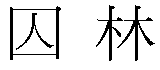
Exemple d'ideogrames xinesos.

Eisenstein va proposar en la seva teoria i va expressar en la pràctica la idea que la juxtaposició de plans mitjançant el muntatge donava lloc a una imatge total que anava més enllà de la simple suma de les imatges parcials, del qual el significat era més aviat el "producte" de les parts. Això que sembla complex ve a dir que les imatges, els plànols, no estan aïllats, sinó que interactuen a través del muntatge, construint significats conjunts, i així, donen lloc al tot comú. Aquesta és una enorme contribució sobre la qual s'ha basat i construït tot el cinema posterior, i no hi ha cineasta que no la reconegui. Però, on troba Eisenstein la inspiració per arribar a aquests reflexions? Es diu que una de les claus de la seva manera de pensar rau en la seva condició d'amant de la cultura japonesa, i que es va inspirar en el teatre nipó per treure-li partit del concepte d'ideograma.
L'ordenació de les atraccions no és una seqüència lògica o cronològica, sinó una teatral. No és il·lògic, sinó al·lògic, "amb vista a establir un cert efecte temàtic final" que és més que la simple suma dels fragments. Eisenstein va dibuixar una analogia amb la forma en què els ideogrames xinesos es combinen per formar significats diferents dels símbols separats: el signe de "gos" més el signe de "boca", per exemple, es combinen per no significar "boca de gos", sinó "lladruc".
Les atraccions són llavors organitzades o "reunides" per guiar l'audiència a "la conclusió ideològica final". A continuació, els espectadors connecten els punts, per dir-ho així, omplint el llac per si mateixos, generant una comprensió que abans no havien conegut. Els "punts" són les atraccions i el seu arranjament és el "muntatge d'atraccions". Un exemple ben conegut de com funciona la teoria d'Eisenstein és el de mostrar a algú un fragment d'una fotografia d'una dona vestida de negre i després un segon fragment que mostri un sepulcre. L'espectador, que s'autoproporciona la falta de continuïtat, combinarà les dues imatges discretes i traurà la seva pròpia conclusió de que aquelles dues imatges representen una vídua.
La defensa ferma de la potencialitat del muntatge (enfront aquells que ho demonitzen, com Bazin) per part d'Eisenstein ve recolzada per experiments com el del seu compatriota Kuleixov. Explicat a grans trets, aquest curiós i revelador experiment anomenat efecte Kuleixov consistia en la juxtaposició mitjançant el muntatge del mateix rostre impassible d'un actor, primer amb un plat de sopa, després amb una nena en un taüt i després amb una dona en un divan. Els diferents muntatges feien que l'espectador reconegués en el mateix rostre inalterable 3 emocions diferents: en el primer cas, fam; en el segon, mal; i en el tercer cas, luxúria. Aquest experiment, del qual s'ha parlat molt posteriorment, tracta de demostrar el valor del pla com a signe i "la seqüència" com a "text", concloent doncs, que la significació conjunta supera la suma dels signes independents.
L'any 1929, Eisenstein va definir 5 mètodes o categories dins del muntatge que es classifiquen en;
- El muntatge mètric
- El muntatge rítmic
- El muntatge tonal
- El muntatge harmònic
- El muntatge intel·lectual

Aquests 5 mètodes, sumats a l'estudi i a l'experimentació de tècniques teatrals amb la companyia Proletkult, on Eisenstein es va iniciar com a director, el teatre Japonès Kabuki, del qual va assimilar amb mestria la seva síntesi i el seu acostament a la literatura russa amb grans escriptors com Dostoievski, Tolstoi o Gorki, li van permetre crear obres mestres com La Vaga i El Cuirassat Potemkin, que se segueixen revisant i estudiant 120 anys després del seu naixement.

## Categories del muntatge

### Muntatge mètric[5]
El principal criteri per a una construcció de muntatge mètric és l'absoluta longitud dels fragments, és a dir, la longitud de les preses relacionades entre si. Aquests s'enllacen els uns als altres segons la seva longitud, seguint una fórmula determinada al compàs de la música. La realització està en la repetició d'aquests compassos. Independentment del contingut de les preses, escurçar abreuja el temps que l'espectador té per captar la informació de cadascuna d'elles.

### Muntatge rítmic
En aquesta categoria del muntatge, en determinar la longitud dels fragments, el contingut del quadre és un factor que posseeix els mateixos drets de consideració. La determinació abstracta de la longitud de les peces dona lloc a una afinitat elàstica de les longituds efectives. En aquesta categoria del muntatge, s'obté una tensió efectiva per acceleració, al escurçar els fragments no només en conformitat amb el pla fonamental sinó també amb aquest pla. La violació més efectiva consisteix en introduir material més intens en un tempo fàcilment distingible. En el muntatge rítmic és el moviment dins del quadre (pot ser el d'objectes mòbils o el de l'ull de l'espectador dirigit al llarg de les línies d'algun objecte immòbil) el que empeny el moviment del muntatge de quadre a quadre. És a dir, el muntatge rítmic es basa tant en la durada dels plans com en el moviment dins el fotograma. Es refereix a la continuïtat que sorgeix del patró visual dins de les preses.

### Muntatge tonal
El muntatge tonal es presenta com una categoria més avançada que el muntatge rítmic. En el muntatge tonal, el moviment és percebut en un sentit més ampli. El concepte de moviment abasta tots els efectes del fragment de muntatge. El muntatge es basa en el característic so emocional del fragment de la seva dominant. En aquesta classe de muntatge es produeix un augment de tensió amb una intensificació de la mateixa dominant musical. El muntatge tonal posa l'accent en les decisions d'edició preses per determinar el caràcter emotiu d'una escena. El to o mode s'utilitza com a guia per interpretar el muntatge tonal.

### Muntatge harmònic
El muntatge harmònic és aquell més evolucionat que els altres, que va un grau més enllà que el muntatge tonal, ja que, a més a més de tots els elements, s'afegeixen i s'han de tenir en compte el resultat del conflicte entre el to principal del fragment i l'harmonia. Aquesta característica condueix des de la impressió d'una coloració melòdicament emocional a una percepció directament fisiològica que representa també un nivell relacionat amb els precedents.
D'aquesta manera, la transició de la categoria mètrica a la rítmica es desenvolupa en el conflicte entre la longitud del pla i el moviment dins del quadre. El muntatge tonal neix del conflicte entre els principis rítmics i tonals del fragment i, finalment, el muntatge harmònic neix del conflicte entre el to principal del fragment (el seu dominant) i l'harmonia. El muntatge harmònic és l'interjoc dels muntatges mètric, rítmic i tonal. Es barregen ritme, idees i emocions.

### Muntatge intel·lectual[11]
Aquesta categoria de muntatge presenta l'estudi més elevat del muntatge d'atraccions. És un muntatge de sons i harmonies d'aspecte intel·lectual, és a dir, que hi ha una presència de conflicte-juxtaposició d'efectes intel·lectuals acompanyats. Per realitzar aquest tipus de muntatge cal recórrer al simbolisme. Mitjançant la dinàmica associativa, s'utilitzen els objectes a mode de símbols, amb l'objectiu de generar en el pensament de l'espectador figures retòriques més intenses que el mostrat per una imatge purament denotativa. Això deixa una total llibertat a l'espectador per desenvolupar el seu propi esquema interpretatiu subjectiu i descobrir, fins i tot, noves cadenes de significat mitjançant l'anàlisi hipertextual individual. El tema és ple de conflictes interns, de tensions dialèctiques, i el muntatge els posa en evidència.

## Nivell-representació i nivell-imatge
Relacionada també amb la teoria del muntatge d'atraccions, hi ha la idea que hi ha un nivell-representació i un nivell-imatge. Per explicar-ho de forma simple, Eisenstein ho exemplifica dient que un rellotge, a part de ser visualment un instrument amb discos de metall, números i manilles (aquest conjunt d'elements són la representació física d'un rellotge), està associat a la imatge del temps, i és molt difícil desvincular l'un de l'altre, se sobreentén aquesta imatge mental bàsica que ens assalta en mirar un rellotge. No obstant això, si volem dotar-lo d'un significat més complex que aquest, no n'hi ha prou amb la imatge del rellotge, sinó que en són necessàries més imatges que l'acompanyin per crear una experiència unificada i aconseguir la plasmació d'una cosa que és gràficament irrepresentable.

## Exemples

### El cuirassat Potemkin (1925)

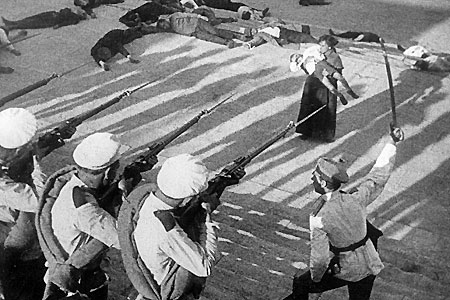
El cuirassat Potemkin (1925) i l'escena de l'escalinata d'Odessa.

Es pot veure de forma molt clara, l'ús del muntatge d'atraccions en la gran obra mestra d'Eisenstein, El cuirassat Potemkin, de l'any 1925. Concretament, es pot apreciar la tècnica en la famosíssima escena de l'escalinata d'Odessa.
Aquesta escena està formada per res més que 170 plans units pel muntatge, que narren com el poble rus és brutalment atacat per la guàrdia del tsar, provocant en l'espectador sensacions i transmetent missatges que superen la simple suma de la successió de plànols. Les intel·ligents relacions que Eisenstein provoca entre ells converteix aquesta escena en la més representativa del muntatge d'atraccions. Com Eisenstein busca amb les seves pel·lícules crear un efecte dialèctic, en el seu treball és molt important la relació amb l'espectador. Les preses han estat seleccionades per a crear un efecte molt particular, un efecte que podríem anomenar patètic per portar l'espectador a una catarsi ideològica.
Eisenstein selecciona cada element del muntatge per donar-li una càrrega metafòrica. Alguns exemples d'aquests elements són el pilot disparant sobre les masses, la dona pujant les escales d'Odessa amb el seu fill mort mentre prega per pietat als soldats, la multitud fugint d'aquests, el cotxet que va costa avall, les estàtues dels lleons, entre d'altres. Els elements enunciats són usats de tal manera, que només queda dir que Eisenstein sap servir-se de les coses de manera molt metafòrica: amb el gran grup de soldats representa l'opressió social; amb la imatge de la dona i el cotxet representa a la societat oprimida i amb les estàtues dels lleons representa la revolució socialista que es desperta, disposada a enderrocar l'opressió.
Per aquest motiu, el muntatge a la teoria d'Eisenstein té un principi dramàtic. Aquest principi porta l'espectador a combinar cada cèl·lula del cel·luloide com una superposició de sentit. Aquesta és la raó per la qual el cineasta dona tanta importància al muntatge i que aquest sigui completament simbòlic.

### La Vaga (1925)[13]
També es poden trobar exemples pràctics molt bons de les teories sobre el muntatge d'aquest director en altres pel·lícules seves, com en La Vaga, de l'any 1925 també i considerada com la seva opera prima.
La pel·lícula representa una vaga de l'any 1903 pels obrers d'una fàbrica de la Rússia prerevolucionària i la seva posterior supressió. La pel·lícula és més famosa per una seqüència propera al final en la qual la violenta supressió de la vaga es transmet amb imatges de bestiar en sacrifici, encara que hi ha molts altres punts a la pel·lícula on s'utilitzen animals com a metàfores de les condicions de diversos individus. Per a transmetre això, Eisenstein feia ús del muntatge paral·lel, com és notable l'exemple de la matança de la vaca per representar la repressió del poble soviètic. Un altre exemple és el d'utilitzar tinta que vessa per representar la sang del poble. Aquest muntatge d'atraccions creava emocions, impactava molt més que una simple seqüència de imatges. Eisenstein creava una analogia o metàfora combinant imatges que no tenien res a veure, per així alterar les emocions dels espectadors.